# Башта Фредеріко Астагвера
Башта Фредеріко Астагвера — пам'ятка архітектури національного значення України (охор. № 010071/13), що належить до комплексу пам'яток Генуезької фортеці в Судаку. Згідно з Переліком об'єктів нерухомої спадщини Судацької фортеці Національного заповідника «Софія Київська», башта має порядковий номер 21. Споруджена в 1386 році.

## Історія
За межами мурів розташована башта — Федеріко Астагвера (Портова), прикрашена трьома геральдичними щитами. Існує гіпотеза, що ця башта була місцем перебування коменданта Сугдеї. На східному фасаді дошка з написом латиною, у генуезькій традиції, яку вони успадкували з часів Римської імперії. Запис-свідоцтво: 
| «1386 року, у вісімнадцятий день травня. Цю будівлю споруджено в період правління зразкового мужа Федеріко Астагвера, вельмишановного консула та командира Солдайї». |
За часів генуезців башта Федеріко Астагвера була з'єднана мурами з Кутовою баштою фортеці, та баштою, що стояла на горі Бовдур, або Палвані-Оба тюркською. Існує припущення, що башта на горі Палвані-Оба була бойова, яка мала функцію спостереження. Портова башта, разом з баштою на горі Палвані-Оба, створювали міцний оборонний вузол, що захищав підходи до порту, який впродовж століть забезпечував місту зв'язок з іншими морськими країнами. Завдяки своєму устрою, башта могла функціонувати автономно, тобто всередині, при осаді, можливо було перебувати довгий час. Однією із головних переваг башти є те, що з обох її сторін знаходились басейни для зберігання води. Вони наповнювалися від потоку невеличкої гірської річки. Башта не лише охороняла дорогу до порту, але й захищала доступ до цих басейнів, які забезпечували фортецю водою. Башта домінує над портовою частиною стародавнього міста і добре оглядається з зі схилів гір: Фортечної, Перчем-Оба, та Полвані-Оба.

## Архітектура
Портова башта була пристосована до кругової оборони, має квадратний периметр (7,4:7,4 м), та три поверхи висотою, загалом 16,40 м.
Верхній ярус башти увінчаний невеличкими зубцями, що являло собою додатковий захист лучникам для відбиття атаки. На сьогодні частково втрачені. Головний вхід був як і в інших баштах з другого поверху. Увійти можна було лише з муру, через двері в східній стіні. Можливо такий вхід постав після ремонтних робіт 1890 р. Ніша дверей з внутрішньої сторони, відповідає нішам амбразур. У підґрунті зі східної частини муру, довгий час існував пролом, який пізніше був закладений. Скоріш за все, на цьому місці існував справжній вхід. Мури другого поверху з усіх боків мають вертикальні амбразури, а третього — прямокутні вікна. В мури вмонтовані 27 плит, з вирізьбленими хрестами, різних розмірів та форм. Існує припущення, що плити могли взяти з давнього цвинтаря, біля Церкви дванадцяти апостолів.
Кожна стіна окрім північної, вкрита штукатуркою. Загалом будівельний матеріал був місцевий. Ракушняк, який у Криму традиційно використовують для будівництва і сьогодні, вміщував вапняний розчин з додаванням битої цегли. Будівельники, скоріш за все, теж були місцевими, про що свідчить характер кладки. Натомість архітектурний стиль — західноєвропейський, часів середньовіччя. Перебудови не зафіксовані. Археологічний шар досліджений до рівня підлоги башти.